# Системное искусство
Системное искусство (англ. Systems art) — вид современного искусства, основанный на принципах кибернетики и теории систем. Его предметом являются естественные и социальные системы, а также социальные признаки самого художественного мира.
Системное искусство возникло как часть первой волны концептуального искусства, получившего популярность в 1960-х и 1970-х годах. Тесно связанные и перекрывающиеся течения — антиформализм, кибернетическое искусство, генеративные системы, процесс-арт, системная эстетика, системная живопись и системная скульптура.

## Смежные области системного искусства

### Антиформализм
К началу 1960-х годов в абстрактном искусстве возникло новое направление — минимализм, истоки которого прослеживались до геометрической абстракции через работы Малевича, Баухауза и Мондриана, и которое отвергло идеи относительной и субъективной живописи, сложности абстрактных экспрессионистских поверхностей и эмоционального духа времени и полемика вокруг живописи действия. Минимализм утверждал, что чрезвычайная простота может охватить всё сущностное представление, необходимое в искусстве. Термин «систематическое искусство» (англ. Systematic art) был введён в употребление в 1966 году Лоуренсом Аллоуэем как описание метода, который художники, такие как Кеннет Ноланд, Аль Хельд и Фрэнк Стелла, использовали для создания абстрактных картин.
Минимализм в живописи, представленный такими художниками, как Фрэнк Стелла, в отличие от других областей искусства, является модернистским направлением. В зависимости от контекста минимализм может быть истолкован как предшественник постмодернизма. С точки зрения авторов, которые иногда классифицируют его как постмодернистское движение, ранний минимализм начинался и расцветал как модернистское направление, рождавшее передовые работы, однако вскоре несколько художников отказались от этого направление в пользу антиформализма.
В конце 1960-х годов термин Роберт Пинкус предложил термин «постминимализм», чтобы обозначить минималистское искусство, имеющего содержание и контекстные обертоны, отвергнутые минимализмом. Этим термином характеризовались работы Евы Гессе, Кита Сонниера, Ричарда Серра и новое творчество бывших минималистов: Роберта Смитсона, Роберта Морриса, Брюса Наумана, Сола Левитта, Барри Ле Ва. В то же время Дональд Джадд, Дэн Флавин, Карл Андре, Агнес Мартин, Джон Маккракен продолжали создавать картины и скульптуру позднего модернизма до конца своей карьеры.

### Кибернетическое искусство
Акустическая обратная связь и использование зацикленных лент, синтез звука и компьютерная композиция отражали кибернетическое понимание информации, систем и циклов. Эти методы получили широкое распространение в музыкальной индустрии в 1960-х годах. Визуальные эффекты электронной обратной связи стали предметом художественного поиска в конце 1960-х годов, когда видеооборудование впервые вышло на потребительский рынок. Стейна и Вуди Васулька, например, использовали «всевозможные комбинации аудио и видео сигналов для генерирования электронной обратной связи на соответствующих им носителях».
Благодаря работам Эдварда Игнатовича, Вэнь-Ин-Цая, кибернетика Гордона Паска и анимистов-кинетиков Роберта Бриера и Жан Тенгели в 1960-е годах возник вид кибернетического искусства, полагающийся на общие внутренние и взаимные связи живого и технологии. В конце 1960-х возникла и теория кибернетического искусства. Такие писатели, как Джонатан Бентхолл и Джин Янгблад, искали вдохновение в кибернетике и кибернетическом. Наиболее влиятельными авторами этого направления были британский художник и теоретик Рой Аскотт, опубликовавший эссе «Искусство бихевиоризма и кибернетическое видение» в журнале Cybernetica (1966-67), а также американский критик и теоретик Джек Бернхем. В книге «За пределами современной скульптуры» (Beyond Modern Sculpture, 1968) Бернхем создал на основе кибернетического искусства обширную теорию, утверждающую стремлении искусства подражать и, в конечном итоге, воспроизводить жизнь. В том же 1968 году куратор Джесия Рейнхардт организовала выставку Cybernetic Serendipity в Институте современного искусства в Лондоне.

### Генеративные системы

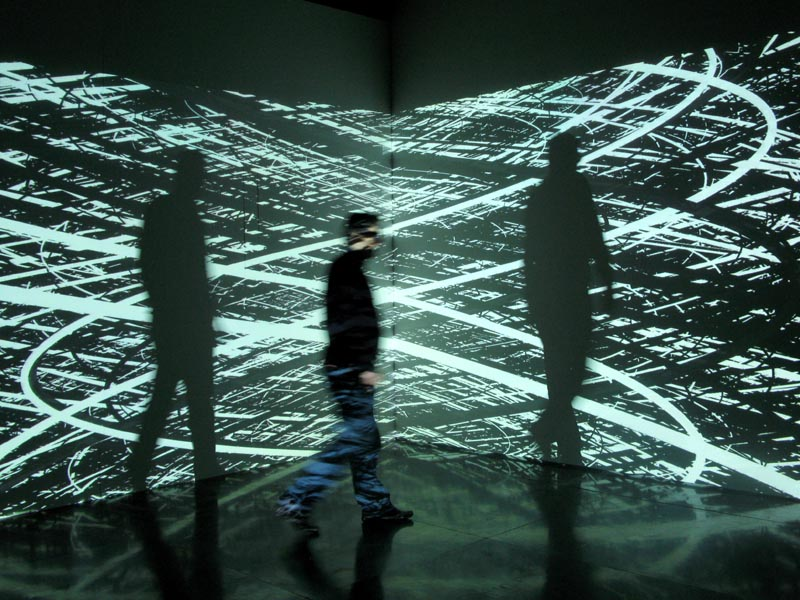
Паскаль Домбис. Фрагмент инсталляции Irrational Geometrics (2008)

Генеративное искусство алгоритмически генерирует, подбирает или выстраивает произведение, используя систему, заданную компьютерной программой, математическим, механических или случайным автономным процессом. Соня Лэнди Шеридан подготовила программу по генеративным системам в Школе Института искусств Чикаго в 1970 году как ответ на социальные изменения, вызванные отчасти революцией в области компьютеров и робототехники. Программа, объединившая художников и учёных, ставила целью сделать художника активным участником исследования современных научно-технологических систем и их связи с искусством и жизнью. В отличие от копи-арта, генеративные системы стали частью исследований, направленных на создание элегантных и простых систем, предназначенных творчества широких масс населения. Художники программы пытались преодолеть разрыв между элитой и новичками, упрощая коммуникацию между ними и таким образом передавая первичную информацию большему количеству людей в обход посредников.

### Процесс-арт

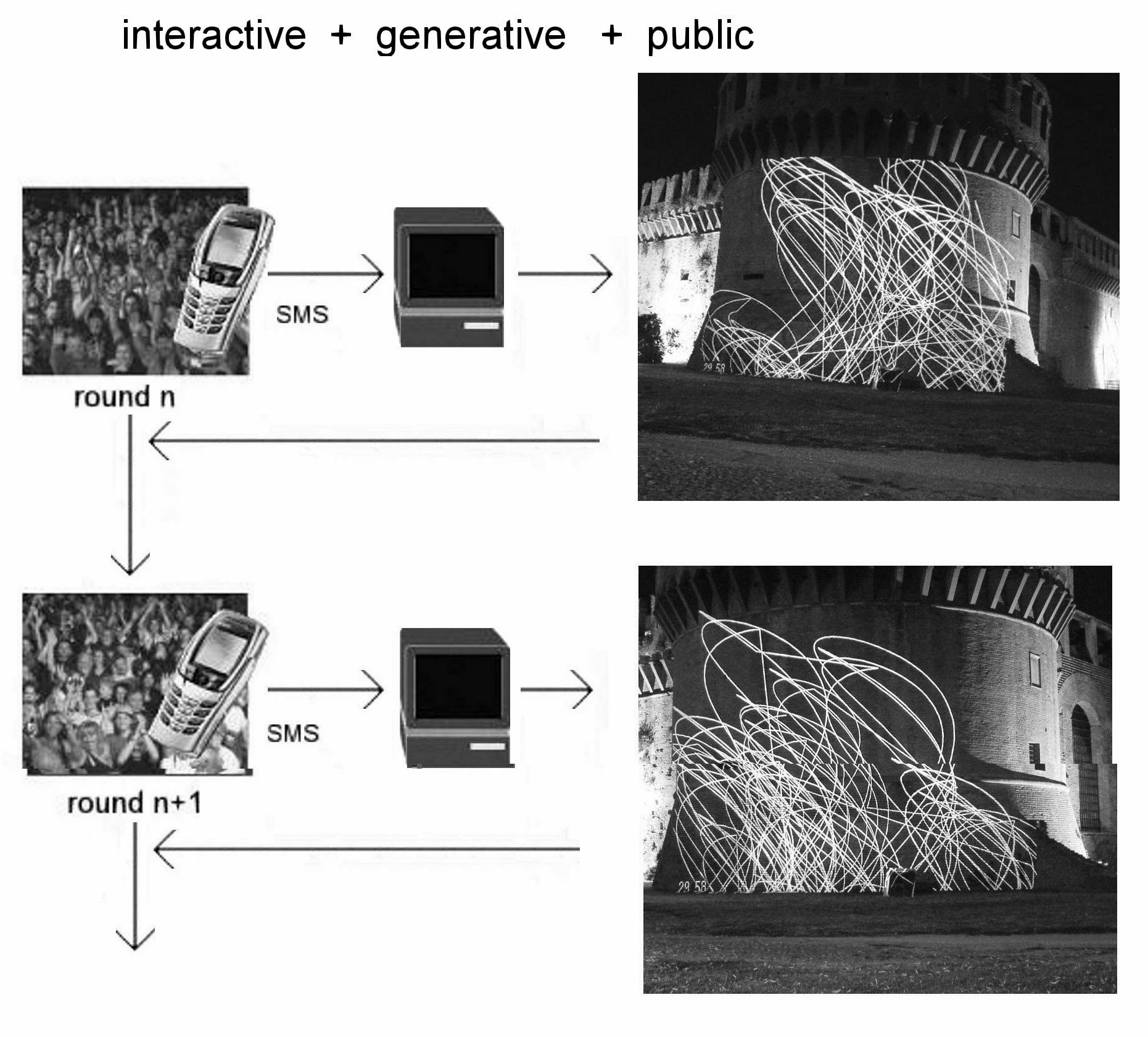
Маурицио Болоннини. Collective Intelligence Machines (ок. 2000). Генеративные и интерактивные инсталляции, использующие сеть мобильной связи и технологии электронной демократии

Процесс-арт — направление современного искусства, а также творческое мировоззрение, где конечный продукт искусства и ремесла, objet d’art, не является основной целью. «Процесс» в процесс-арте означает процесс формирования произведения: сбор, сортировка, сопоставление, ассоциация и структурирование. Процесс-арт связан с реальным делом; произведение рассматривается как ритуал и перформанс. Процесс-арт часто требует внутренней мотивации, обоснования и интенциональности . Поэтому искусство рассматривается как творческое путешествие или процесс, а не как результат или конечный продукт. В художественном дискурсе предвестниками процесс-арта провозглашаются произведения Джексона Поллока. Процесс-арт в его отношении к серендипности имеет ярко выраженные пересечения с дадаизмом. Изменения и мимолетность являются неотъемлемыми частями творческого процесса.

### Систематическое искусство
В 1966 году британский искусствовед Лоуренс Аллоуэй ввёл термин «систематическое искусство», чтобы описать тип абстрактного искусства, характеризуемого использованием очень простых стандартизированных форм, обычно геометрических по своему характеру, либо в одном общем изображении, либо в системе повторяющихся изображений, организованной в соответствии с очевидным принципом. Он рассматривал «шевронные» картины Кеннета Ноланда как пример систематического искусства, которое относил к ответвлению минимализма.
Джон Дж. Гаррис определил общие принципы, лежащие в основе таких направлений искусства XX-го века, как серийное искусство, системное искусство, конструктивизм и кинетическое искусство. Произведения этих направлений часто основаны не на наблюдении за объектами внешней среды, а на наблюдении за изображенными формами и отношениями между ними. Системное искусство, по словам Харриса, представляет собой преднамеренную попытку художников разработать более гибкий набор точек зрения. Способ его использования, при котором сам набор является объектом для подражания, а не методом познания, что приводит к институционализации предложенной модели. Но перенос значения изображения на его местоположение в рамках системной структуры не снимает необходимости определять составляющие элементы системы: если они не определены, никто не будет знать, как построить систему.

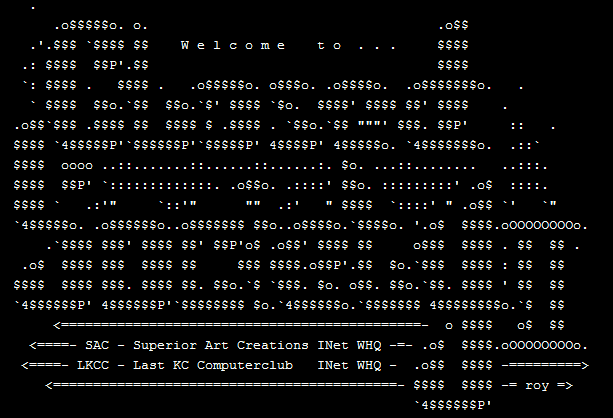
ASCII art

### Системная живопись
Под названием «Системная живопись» (Systemic Painting) в 1966 году проходила выставка в Музее Гуггенхайма. Её составили работы, собранные в качестве куратора Лоуренсом Аллоуэем. На выставке оказалось много работы, которые многие сегодняшние критики относят к минимализму. В каталоге Аллоуэй отметил, что «…картины, подобные тем, которые представлены на этой выставке, не являются, как часто утверждают, безличными. Личное не удаляется с помощью аккуратной техники: анонимность не является следствием высокой выхолощенности картины». Позднее термин «системная живопись» стал названием для направления, в котором работали художники, использующих системный подход к определению ряда эстетических решений будущего произведения.

### Системная скульптура
Системная скульптура следовала принципам системного искусства, используя повторяющиеся простые геометрические формы. Смысловое значение имела их последовательность, как в математике и лингвистике. Работы системной скульптуры основаны на расположении базовых объёмов и пустот, механически воспроизведённых поверхностей и алгебраических преобразованных формах.